# Derospidea
Derospidea là một chi bọ cánh cứng trong họ Chrysomelidae.
Chi này được Blake miêu tả khoa học năm 1931.

## Các loài
Các loài trong chi này gồm:
- Derospidea brevicollis (LeConte, 1865)
- Derospidea cyaneomacula (Jacoby, 1886)
- Derospidea ornata (Schaeffer, 1905)